# Larnage
Larnage är en kommun i departementet Drôme i regionen Auvergne-Rhône-Alpes i sydöstra Frankrike. Kommunen ligger i kantonen Tain-l'Hermitage som tillhör arrondissementet Valence. År 2022 hade Larnage 1 029 invånare.

## Befolkningsutveckling
Antalet invånare i kommunen Larnage
Referens:INSEE